# آمار بیزی
آمار بیزی  (به انگلیسی: Bayesian statistics)، نظریه‌ای در زمینه آمار است که بر اساس تفسیر بیزی از احتمال است که در آن احتمال بیانگر یک است. درجه اعتقاد به یک پیشامد درجه باور ممکن است بر اساس دانش پیشین دربارهٔ پیشامد، مانند نتایج آزمایش‌های پیشین، یا بر اساس باورهای شخصی دربارهٔ پیشامد باشد. این با تعدادی دیگر از تفاسیر احتمال متفاوت است، مانند تفسیر مکرر که احتمال را حد فراوانی نسبی یک رویداد پس از آزمایش‌های زیاد می‌داند.